# Jeff Zeleny
Jeffrey Dean Zeleny (Exeter (Nebraska), 10 juni 1973) is een Amerikaans journalist. Hij is een senior Witte Huis-correspondent voor CNN. 
Eerder was hij senior Washingtoncorrespondent voor ABC News. Tijdens zijn dagbladloopbaan won hij een Pulitzer Prize met de Chicago Tribune.

## Afkomst
Jeffrey Dean Zeleny werd geboren in Exeter, Nebraska, als zoon van Diane Naomi Yeck en Robert Dean Zeleny. Hij heeft twee oudere broers en groeide met hen op op de boerderij van de familie.
Zijn voorouders van beide zijden stammen uit Tsjechië, overwegend uit Bohemen en in mindere mate uit Moravië. Zeleny is het Tsjechische woord voor "groen".
Zeleny is openlijk homoseksueel.

## Opleiding
Zeleny doorliep de Exeter High School, een openbare high school in Exeter. Als student schreef hij sportverslagen voor de York News-Times in de naburige York County.
Hij studeerde journalistiek en politieke wetenschappen aan de Universiteit van Nebraska. Als student al was hij redacteur van de Daily Nebraskan, het nieuwsblad van de school. Hij speelde ook trompet in de University of Nebraska Cornhusker Marching Band.

## Carrière
Na stages bij dagbladen, zoals de Wall Street Journal, de Florida Times-Union en de Arkansas Democrat-Gazette als student begon Zeleny in 1996 bij de The Des Moines Register te werken. Hoewel hij aanvankelijk van plan was sportverslaggever te worden, triggerde het belang van de Iowa caucuses hem om zich te specialiseren in politieke verslaggeving. De Iowa caucuses is de dag en de staat, waarop en waar in het jaar van de presidentsverkiezing de volgorde van de topkandidaten uit de voorverkiezing bij de Democraten en Republikeinen parallel bekend worden. 
In 2000 stapte hij over naar The Chicago Tribune. Hij deed verslag van de presidentiële campagnes van 2000 en 2004 voor de krant. Bij de Tribune won hij de Pulitzer Prize voor onderzoeksjournalistiek voor zijn werk aan een serie artikelen over de landelijke problemen bij de luchtverkeersleiding in de Verenigde Staten.
In 2006 trok The New York Times hem aan als leidend politiek verslaggever, alsmede om verslag te doen van de presidentiële verkiezingscampagne van 2012. Op president Barack Obama's persconferentie na zijn eerste 100 dagen in april 2009, trok Zeleny de aandacht van veel media door de president te vragen hoe "verrast, verontrust, verrukt en vernederd" hij was tijdens zijn eerste dagen in het Oval Office.
In februari 2013 werd hij door ABC News aangetrokken om hun senior Washington correspondent te worden en om stukken voor hun website te schrijven. In maart 2015 trad hij toe tot CNN en in januari 2017 werd hij daar aangesteld tot senior Witte Huis-correspondent.